# Skydive!
 (mai 2012).
Si vous disposez d'ouvrages ou d'articles de référence ou si vous connaissez des sites web de qualité traitant du thème abordé ici, merci de compléter l'article en donnant les références utiles à sa vérifiabilité et en les liant à la section « Notes et références ».
Skydive! est un jeu vidéo de sport qui simule le saut en parachute, sur PC.

## Accueil
Il est réputé pour avoir été très mal reçu par la critique, en particulier par l'édition américaine du magazine PC Gamer qui l'a noté 5 % et l'a un temps classé comme le pire jeu vidéo jamais fait. Bien qu'il ait été techniquement en égalité avec un autre jeu vidéo de sport, Extreme Watersports, il fut cependant considéré comme le pire des deux.
Skydive! fut détrôné de sa place dans PC Gamer par Mad Dog McCree qui fut noté 4 %.